# ノーブレーキピスト

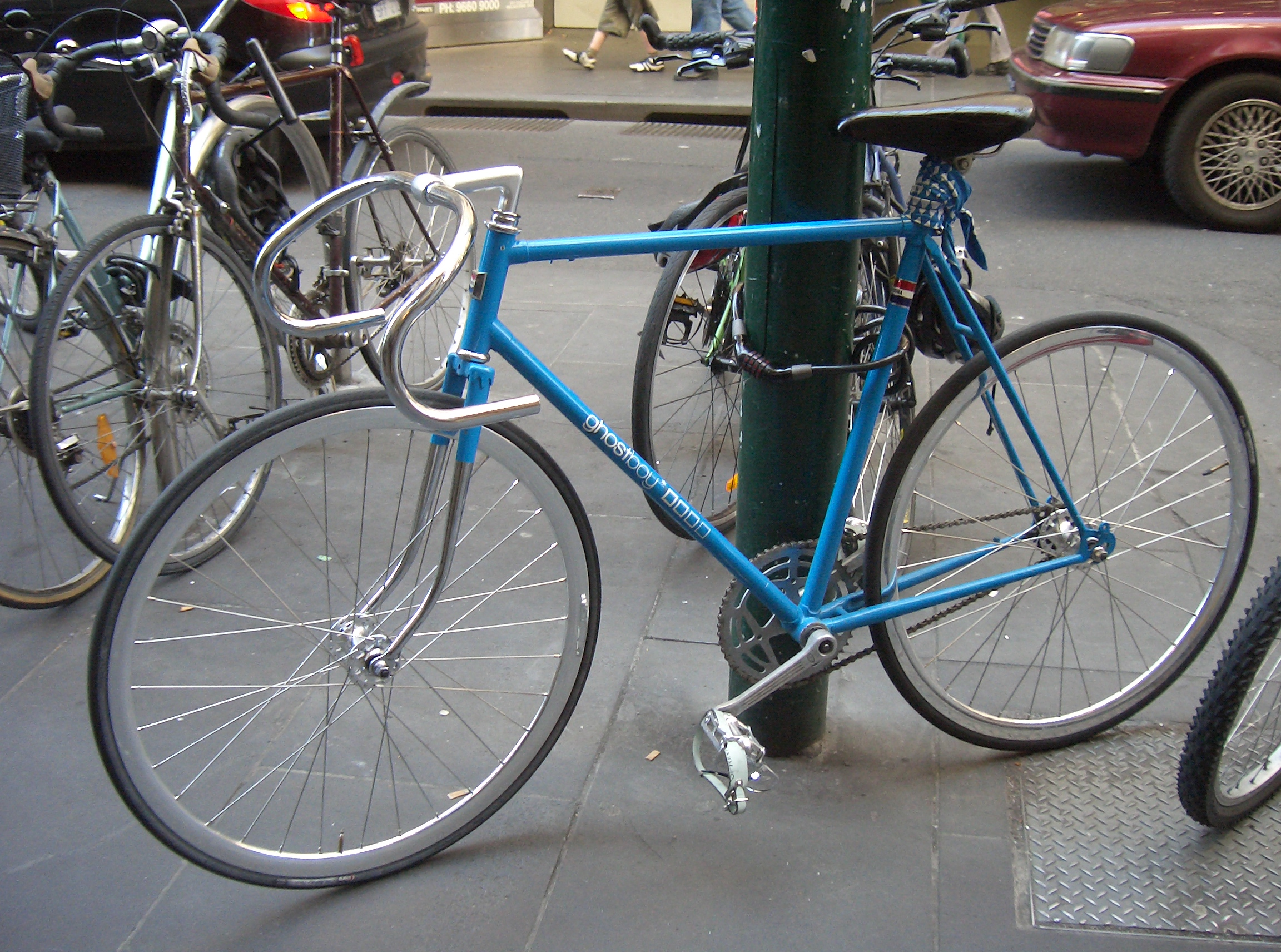
メルボルンの街中に止められたピストバイク。ブレーキは付いていない。

ノーブレーキピスト（no brake piste）とは、ブレーキを両輪装備無しの状態で公道にて使用されているトラックレーサー、固定ギア（fixed-gear, fixie）のことである。日本ではブレーキ付きの物を含めてピストやピストバイクとも呼ばれる（実際は「ピスト」「ピストバイク」という単語自体はブレーキが付いている物も含めトラックレーサー全般を指す）。後述のように走行について規制を設けている国が多い。

## 概要
元来、ピストは専用のトラックを走行するための競技用の自転車である。Pisteはフランス語で自転車などの競技場やそのトラックのことを指す。
トラックレーサーは競技場で使用されるものでありブレーキを装着しないのが基本である。前述の通り公道で利用されないためそれらはノーブレーキピストとは呼ばれない。
一般の自転車とは異なり、ピストはフリー機構（フリーハブやフリーギアなど）を採用しない固定ギアである。ピストはペダルと車輪が直結していて逆に漕ぐとバックする構造になっており、ブレーキの代わりにペダルを逆に踏むスキッドといわれる技術で制動するが、本来これは停止ではなく速度調整のためのテクニックであり、走行中に緊急停止するのはプロ選手でも不可能。逆にペダルの力で身体が浮き上がり転倒する原因となりやすい。ハンドルはブルホーンバーまたはドロップハンドルのものが多い。
ピストでの走行は危険性が高く、そのために違法となる国が多い。
日本国内の公道を走る行為は、公道を走る際の必須装備であるブレーキを備えていないため、道路交通法違反（制動装置不良）となる。自転車の制動装置は道路交通法施行規則により「前車輪及び後車輪を制動すること」と定められている。2013年11月には、後輪にブレーキがないBMXを公道で乗り回して反則告知を受け、再三の出頭要請も無視したことで初の逮捕例が出た。なお、公道でなく公共の場所での使用でも、触法行為となる。

## 各国での利用と法規制

### 米国
もともとはアメリカ合衆国のメッセンジャーたちが、パーツ代やメンテナンスにカネがかかるロードレーサーを買えないため、その代わりにシンプルでメンテナンスも楽な自転車として利用し始めた。トラックレーサーは変速機がなく、また固定ギアを使用するため、構造が単純で整備性・耐久性に優れている（注油の必要な摺動部分がほとんどない）。トラックレーサーが使用されるようになったのは1970年代後半-1980年代にかけてのニューヨークといわれている。
次第にストリートカルチャーとリンクし、2001年のドキュメンタリー映画『PEDAL』で注目されるようになった。

### 日本

#### 文化・ファッション
2000年代半ばに日本にも輸入され、ストリートカルチャーの世界で新しい流行として取り入れられた。この流れの中で特に大きな役割を果たしたのが、ニューヨークで数年間メッセンジャーをしていたとされるデザイナーのMADSAKIやDJの藤原ヒロシらのグループである。
加えて、広告業界が一種のファッションとしてノーブレーキピストを肯定的に捉える事例が散見される。以下はその例である。
- 2007年4月9日、ナイキ社はブレーキを装着していないトラックレーサーを抱えた若者たちが公道に立っている写真に「ブレーキなし。問題なし。Just do it!」というコピーを添えた壁面広告を製作し渋谷パルコの壁面に貼りだした。しかしこの広告が前述の違法行為を誘発・是認するものではないかという苦情が殺到し、数日で撤去された[17]。
- 2007年8月1日、マガジンハウス社の雑誌『BRUTUS』はノーブレーキピストが登場する日本マクドナルド社のペイドパブリシティ記事を掲載[18]。
- 2008年9月、蛯原友里が出演する資生堂ANESSAの広告においてノーブレーキピストを小道具に使用（ロケーションはアメリカ国内の設定である）[19]。

#### 法律・条令における動き
2013年7月1日、東京都は自転車安全条例を制定し、その第23条において「自転車小売業者は、自転車の利用が道路交通法その他の自転車の交通又は安全性に関する法令の規定に違反することとなることを知って自転車を販売してはならない。」と定義し、事実上それまでは野放しだったノーブレーキピストとして利用される自転車の都内での販売を、明確に禁止した（自転車競技場で使用される自転車の販売は禁止されていない。）。

## 参考資料
- 「特集NO BIKE、NO LIFE：自転車に夢中!：San Francisco/Track Bike、#03 New York/Messenger」『BRUTUS』No.620（マガジンハウス、2007年）